# ハンナ・スネル

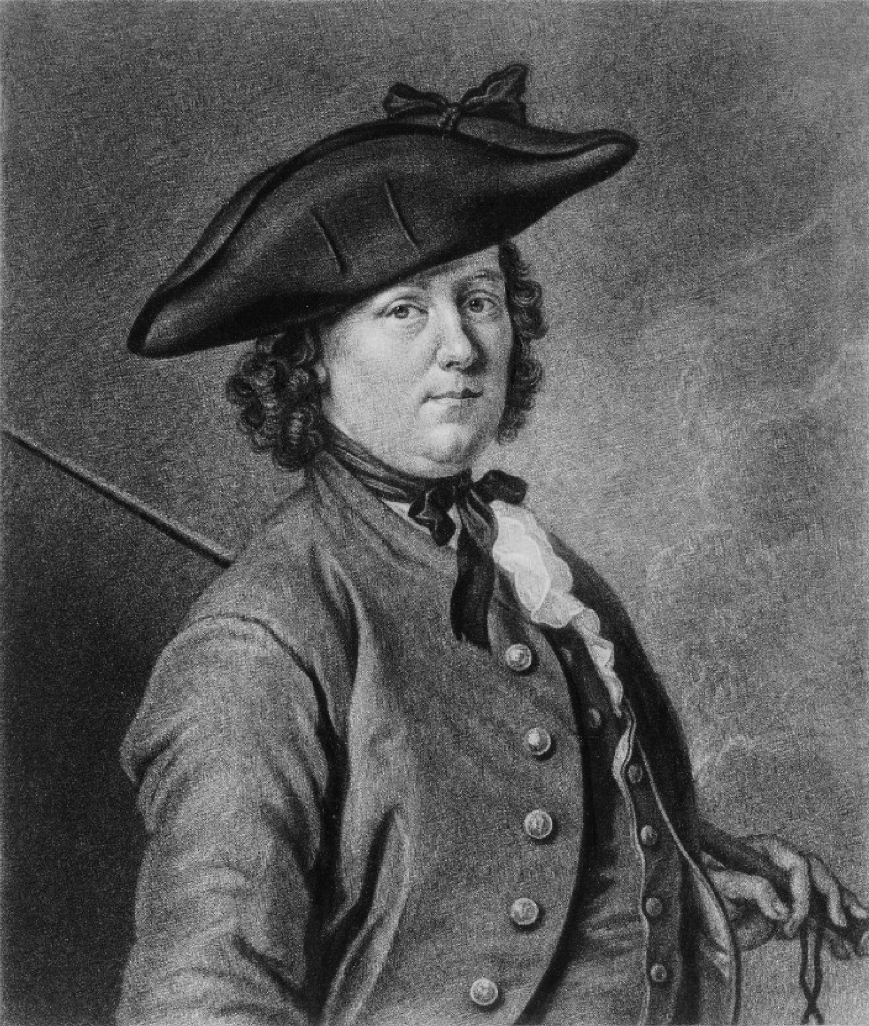
ハンナ・スネル

ハンナ・スネル（Hannah Snell、1723年4月23日 - 1792年2月8日）は、男装し性別を偽って兵士となったイングランド人女性である。

## 生涯
ハンナはイングランドのウスターに生まれた。地元の人々は、彼女が幼い頃から兵隊ごっこにいそしんでいたと主張している。彼女は大人になるとロンドンに移り、1744年1月6日にヘンリー・サムズという男性と結婚した。
1746年、ハンナはスザンナという娘を生んだが、生後1年で亡くなった。やがて夫が失踪すると、ハンナは義弟のジェームズ・グレイに男性の服を貰い、名前も借りて、夫のサムズを探す旅に出かけた（後になって、ハンナは夫が殺人罪で死刑になっていたことを知った）。彼女自身の証言によると、彼女は1745年にチャールズ・エドワード・ステュアートが起こしたジャコバイト反乱の際、ノーザンバーランド公麾下のガイズ将軍の連隊に参加しており、ある軍曹から鞭打ち500発を受けたときに嫌になって脱走したという。しかし、彼女の生涯の記録や時期を考えると、ハンナが1745年にガイズ将軍の連隊に所属していた可能性は極めて低く、従ってこの証言は作り話だと思われる。
娘の死後、彼女はポーツマスに赴いてイギリス海兵隊に入隊した。ハンナは1747年10月23日、「スワロウ（Swallow）」号に乗船した。この船は10月1日にリスボンに到着した。彼女の部隊は当初モーリシャスを攻撃する予定だったが、この作戦は中止になったため、一行はインドに向かった。
1748年8月、ハンナの加わっている部隊はフランスの植民地ポンディシェリを占領する作戦に動員された。その後、ハンナは1749年6月のデヴィコットの戦いにも参加している。彼女は兵士として脚を11回、鼠けい部を1回負傷している。しかし鼠けい部の傷を彼女は自分の本当の性別が他人に分からないように治療したか、親切なインド人に介抱されたらしく、負傷によって性別の秘密が暴かれることはなかった。
1750年、ハンナはイングランドに帰国し、ポーツマスからロンドンに向かったが、その途中の6月2日に同僚によって本当は女性であることを暴かれた。彼女は軍司令官だったカンバーランド公に、自分に軍人としての年金を支払ってくれるよう嘆願した。またハンナは自分の体験談をロンドンの出版人ロバート・ウォーカーに売り込み、これは「女兵士（The Female Soldier）」という名前で本として出版され、2版を数えた。ハンナはまた舞台に立ち、軍服を着て軍事教練の様子を実演したり、歌を歌ったりした。3人の画家が彼女の肖像画を描き、「ジェントルマンズ・マガジン」も彼女の話を取り上げた。最終的にハンナは名誉除隊処分とされ、チェルシー王立病院は公式に彼女の軍事的奉仕を認めて、1750年よりハンナに年金を支払った（1785年に増額）。軍隊が女性に年金を支払うことは、前代未聞といえる出来事だった。
ハンナはワッピングに移り住み、そこで「女戦士（The Female Warrior）」（「仮面の未亡人（The Widow in Masquerade）」だったとも言われ、どちらなのかはっきりしない）という名前の居酒屋を開いてみたものの、長続きしなかった。1750年代半ばには、ハンナはバークシャー州のニューベリーに引っ越した。1759年、ハンナはリチャード・エイルズという男性と再婚し、2人の子供を授かった。1772年には、彼女はウェルフォード在住のリチャード・ハブグッドと3度目の結婚をし、夫婦で中部地方に移った。1785年には、ハンナは事務員をしていた息子ジョージ・スペンス・エイルズと一緒にストーク・ニューイントンのチャーチ通りに住んでいることが記録されている。
1791年、ハンナは精神的な病が急に悪化し、8月20日にベドラム精神病院に収容された。彼女は1792年2月8日に死んだ。